# توماس إتش. ألين
توماس إتش. ألين هو أستاذ جامعي ومحامي وسياسي أمريكي، ولد في 14 يونيو 1907 في كامبريدج في الولايات المتحدة، وتوفي بنفس المكان في 14 أكتوبر 1991. نشط حزبياً في الحزب الديمقراطي. وقد انتخب عضو مجلس النواب الأمريكي ‏.